# Universidad Tecnológica de los Valles Centrales de Oaxaca
La Universidad Tecnológica de los Valles Centrales de Oaxaca forma parte de Las Universidades Tecnológicas de México (UTs) son instituciones de educación superior que ofrecen el título de Técnico Superior Universitario o de Licenciatura. Permite a los estudiantes incorporarse en corto tiempo (luego de dos años), al trabajo productivo o continuar estudios a nivel licenciatura en otras instituciones de Educación Superior. Actualmente existen 106 Universidades Tecnológicas, en 26 estados de la República Mexicana.

## Historia
En 2009, para garantizar el derecho a una educación pública superior de calidad y combatir el difícil acceso de la juventud de Oaxaca a una formación profesional acorde a las necesidades de progreso, se creó la Universidad Tecnológica de los Valles Centrales de Oaxaca UTVCO, en el municipio de San Pablo Huixtepec, Zimatlán de Álvarez.
La UTVCO nace como un organismo público descentralizado del Gobierno del Estado de Oaxaca, con personalidad jurídica y patrimonio propio, integrado al Subsistema de Universidades Tecnológicas, establecido en el decreto publicado el 12 de diciembre de 2009 en el Periódico Oficial del Estado. Inicia sus actividades en instalaciones facilitadas por el gobierno municipal. En septiembre de 2011 opera en sus instalaciones actuales, ubicadas sobre una superficie de alrededor de 20 hectáreas de terreno.
Comenzó sus servicios educativos con 3 programas académicos: TSU en Comercialización, TSU en Procesos Agroindustriales y TSU en Energías Renovables. Con el objetivo de atender el Programa de Fortalecimiento y Consolidación del Modelo Educativo del Subsistema de Universidades Tecnológicas, a partir de septiembre de 2010 cambió la denominación de los programas educativos, quedando de la siguiente manera:
- TSU en Desarrollo de Negocios área Mercadotecnia
- TSU en Procesos Alimentarios
- TSU en Energías Renovables

La UTVCO abrió en septiembre de 2011 la carrera de TSU en Gastronomía, con lo cual se convirtió en la primera institución pública en el estado en ofrecer esta carrera para apoyar el impulso del sector turístico en Oaxaca. En septiembre de 2013 creció la oferta educativa con 2 nuevos programas: TSU en Tecnologías de la Información y Comunicación y TSU en Agricultura Sustentable y Protegida, en septiembre de 2014 con TSU en Mecatrónica y en 2019 TSU en Diseño y Moda Industrial

## Oferta educativa
- TSU/LIC en Desarrollo de Negocios área Mercadotecnia
- TSU/ING en Procesos Alimentarios
- TSU/ING en Energías Renovables área Solar
- TSU/LIC en Gastronomía
- TSU/ING en Tecnologías de la Información y Comunicación
- TSU/ING en Agricultura Sustentable y Protegida
- TSU/ING en Mecatrónica área Automatización
- TSU/ING en Diseño y Moda Industrial

## Modelo Educativo
Las Universidades Tecnológicas (UUTT) surgieron en México en 1991 como organismos públicos descentralizados de los gobiernos estatales, para ofrecer una educación superior de calidad que forme profesionistas competitivos con alto compromiso en innovación y emprendimiento social, científico y tecnológico.
Para lograrlo, las UUTT operan bajo el Modelo Educativo Basado en Competencias Profesionales, que desarrolla destrezas, conocimientos, aptitudes y actitudes, para impulsar y promover el progreso regional y la generación de capital humano, social, cultural y productivo.
El Modelo Educativo Basado en Competencias Profesionales ofrece doble titulación en 3 años y 8 meses en 2 modalidades: Técnico Superior Universitario en 2 años, y posteriormente el de Licenciatura en 1 año 8 meses.
Modelo Curricular La estructura curricular se sustenta en programas diseñados con base en competencias profesionales y está definida por dos niveles educativos:
1] Técnico Superior Universitario (TSU): Se cursa en 6 cuatrimestres de tiempo completo, con una duración de 2 mil 625 horas presenciales y una estadía profesional de 525 horas. Sus contenidos curriculares son 70% prácticos y 30% teóricos. El programa académico de TSU forma profesionistas competitivos con liderazgo para desempeñarse en niveles de mando medio, con el conocimiento y capacidad para responder a las demandas actuales del sector productivo.	 	
2 ] Licenciatura o Ingeniería: en 5 cuatrimestres adicionales, con duración de 1 mil 500 horas, más una estadía profesional de 480 horas. Sus contenidos curriculares son 60% prácticos y 40% teóricos, y son de carácter profesionalizante para ejercer mandos superiores y proporcionan competencias relacionadas con la investigación aplicada y el desarrollo tecnológico.
Para acceder al nivel de Licenciatura, los estudiantes deberán haber obtenido el título profesional de Técnico Superior Universitario, así como realizado y aprobado su estadía profesional, la cual servirá además para acreditar su servicio social.

## Universidad
La UTVCO también cuenta con la Consultoría en Gestión de Negocios, Intervención Tecnológica e Incubación de los Valles de Oaxaca (COGNITIVO), una incubadora de empresas reconocida por el INADEM de la Secretaría de Economía.
En 2015 el Consejo de Normalización y Certificación de Competencia Laborales (CONOCER) reconoció a la UTVCO como Entidad de Certificación y Evaluación, desde entonces brinda este servicio al sector empresarial, educativo y a la sociedad en general.
Además es una instancia certificadora de TOEFL (por sus siglas en inglés), una prueba estandarizada aceptada por varias instituciones académicas y profesionales que mide la fluidez y conocimientos en el idioma inglés.
En 2016, la UTVCO inició con el proceso de acreditación de los programas académicos por el Consejo para la Acreditación de la Educación Superior (COPAES), y obtuvo la acreditación por el CACECA, de los niveles TSU e Ingeniería en Desarrollo de Negocios, y actualmente están en proceso de acreditación 2 programas académicos más.
En beneficio de la salud de los integrantes de la comunidad UTVCO, la institución está certificada como Espacio Libre de Humo de Tabaco.
Bajo el principio de educación inclusiva, se creó el Centro Universitario para el Liderazgo de la Mujer (CMUJER), con la finalidad de empoderar a las universitarias, cuyo programa busca proporcionarles herramientas para ser capaces de transformar su propia realidad con una visión internacional.

## Problemáticas

### Acoso Sexual[1]
Un trío de profesores de la Universidad Tecnológica de los Valles Centrales de Oaxaca (UTVCO) fue denunciado por una alumna por presunto acoso y hostigamiento sexual.
Una estudiante reveló que en la institución ubicada en el municipio de San Pablo Huixtepec, los mentores supuestamente han hecho también comentarios inapropiados sobre el físico y vestimenta.
Señaló que los profesores Gerardo B. M., Jorge P. M., y Juan R., de las carreras de Mecatrónica, Tecnologías de la Información y Energías Renovables, son los presuntos responsables.

La estudiante acompañó su denuncia con las imágenes de los presuntos inculpados.
“Durante mi estancia en esta universidad sufrí un constante hostigamiento, acoso e insinuaciones sexuales y comentarios inapropiados sobre mi físico y vestimenta, haciéndome sentir vulnerable e incómoda”, posteó.
Además, señaló al Ingeniero Alfonso M. director de las carreras de Mecatrónica y Tecnologías de la Información “por ser conocedor de este tipo de actos y no hacer nada al respecto, desprotegiendo así a las mujeres de estas carreras”.
En la cuenta de Facebook se hizo esta denuncia debido al temor de ser silenciada y juzgada por las personas involucradas.

A esta denuncia salieron comentarios de cuentas donde se comentó: 
“Es cierto, tuve la misma experiencia con el profesor Gerardo que mencionar y el peor de todos Urbano, que como dice en las publicaciones hacían comentarios fuera de lugar que me repugnaban y me hacían sentir muy incómoda. De Igual manera cuanto tuve problemas de ocaso escolar con dos de los maestros de la carretera de TI se lo comenté al director de la carrera y a la rectora y jamás hicieron nada al respecto”.
Asimismo, desde otra cuenta:
Yo tuve una experiencia también con el profesor Juan U. R., lo denuncie con el director de carrera e incluso hable con la rectora Nydia Delhi, pero hasta ahí quedo no hicieron absolutamente nada porque en sus manos no estaba.

### Nueva Rectora

#### Acoso Laboral[2]
Trabajadores de la Universidad Tecnológica de los Valles Centrales de Oaxaca (UTVCO), denunciaron a la rectora de la institución Tania López López, por abuso de autoridad.
Los inconformes acusaron que la chef Carolina Fabián ha sufrido acoso, además que la rectora la intentó despedir de forma arbitraria.
Los manifestantes colocaron un tendedero de denuncian al exterior de la Universidad para exhibir la intención de López López para que la afectada firmara su renuncia “voluntaria”.

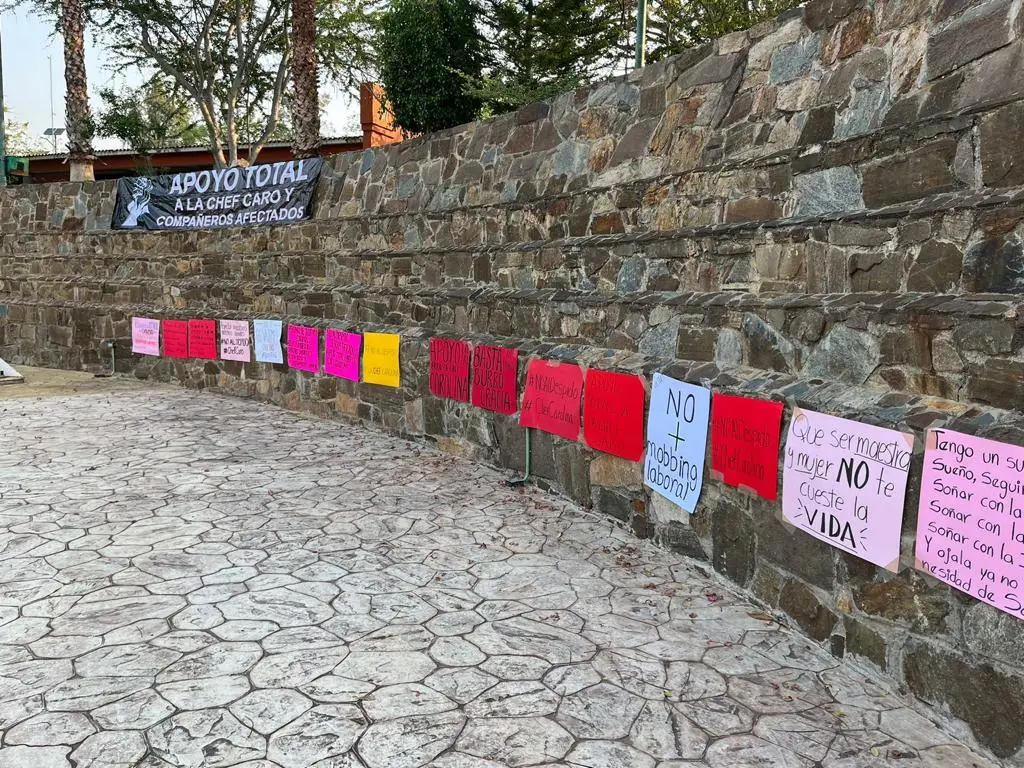
Tendedero de denuncian al exterior de la Universidad.

Indicaron que el pasado tres de mayo, Carolina Fabián acusó a Tania López, así como al abogado de la UTVCO, Wilbert Prudente Hernández y otros funcionarios de la institución, de querer obligarla a firmar su renuncia, llegando incluso a retener su salario como medida de presión.
“Hago mención del hostigamiento laboral que he presentado desde el mes de febrero por los diferentes colaboradores de la Universidad, los cuales también se incluye personal de la carrera de Gastronomía”, expuso la chef afectada, quien hasta la fecha no cuenta con carga académica.
En este sentido, la comunidad docente y estudiantil se unieron en un llamado para frenar el hostigamiento que se vive en dicha institución.

#### Despidos Injustificados[3]
Estudiantes de la Universidad Tecnológica de los Valles Centrales de Oaxaca (UTVCO) protestaron en el campus universitario de Huixtepec, para denunciar  el despido injustificado de 16 colaboradores: docentes, personal administrativo y de servicios.
De acuerdo con lo denunciado por las personas afectadas, el despido sucedió este 29 de agosto, luego de solicitar mejores condiciones laborales y decidir asociarse sindicalmente.

La decisión administrativa les fue informada de manera verbal, pese a que varios de los empleados llevaban entre seis y 14 años laborando en la UTVCO.
"Exigimos que se respeten nuestros derechos humanos y laborales fundamentales”, demandaron.
En una misiva dirigida al presiente Andrés Manuel López Obrador, denunciaron que la rectora Tania López 
"no está comprometida con los principios de no mentir, no robar y no traicionar al pueblo, desde su llegada en el mes de diciembre prometieron a los trabajadores de la UTVCO un cambio verdadero, pero a siete meses de esta administración se ha demostrado que la “primavera laboral” aún no ha llegado en nuestra universidad, la actual administración está demostrando su incapacidad de gestión por la cual fueron elegidos", dijeron.
En tanto, anunciaron un paro indefinido, hasta la restitución de los docentes.

#### Grupo de Choque[4]
Luego de que las autoridades educativas de la Universidad de los Valles Centrales habían anunciado el inicio de clases de manera normal para este jueves, estos se encontraron con una valla humana en el acceso a las instalaciones.
Jóvenes estudiantes y el grupo de profesores que fueron despedidos, impidieron el paso a la Rectora de la Institución Tania López y demás directivos que la acompañaban.
Tras un intercambio de palabras, la Rectora exigía que se abrieran las puertas del centro educativo, para permitirles la entrada a los alumnos de nuevo ingreso y poder dar inicio al nuevo ciclo escolar.
Sin embargo, los manifestantes mantuvieron su postura de no permitir la entrada al inmueble, por lo que el grupo que acompañaba a la Rectora intentó por medio de empujones llegar hasta la entrada.
A través de videos grabados por los mismos estudiantes, estos señalaron que quienes acompañaban a Tania López era un grupo de choque para desestabilizar a la Institución, además de querer amedrentarlos.
Por su parte la Rectora de la UTVCO, dijo que los maestros que tienen tomada la universidad están utilizando a los alumnos para impedir la entrada, y que los estudiantes están tomando un tema laboral que no corresponde a la universidad.
Así mismo dijo que ya tenían pactada una mesa de diálogo para este día a la una de la tarde, pero que los maestros rompieron este acuerdo, así también dijo que los responsabilizaba de cualquier enfrentamiento que se pudiera suscitar entre los alumnos que quieren ingresar a la universidad y los que impiden la entrada.